# تشاك رامزي
تشاك رامزي (بالإنجليزية: Chuck Ramsey)‏ هو لاعب كرة قدم أمريكية أمريكي، ولد في 24 فبراير 1952 في روك هيل في الولايات المتحدة.

## وصلات خارجية
- تشاك رامزي على موقع مرجع كرة القدم المحترفة.كوم (الإنجليزية)